# Rivulidae
Rivulidae (Killivisjes) zijn een familie van straalvinnige vissen uit de orde van Tandkarpers (Cyprinodontiformes).

## Geslachten
- Anablepsoides Huber, 1992
- Aphyolebias W. J. E. M. Costa, 1998
- Atlantirivulus W. J. E. M. Costa, 2008
- Austrofundulus G. S. Myers, 1932
- Austrolebias W. J. E. M. Costa, 1998
- Campellolebias Vaz Ferreira & Sierra de Soriano, 1974
- Cynodonichthys Meek, 1904
- Cynolebias Steindachner, 1876
- Cynopoecilus Regan, 1912
- Gnatholebias W. J. E. M. Costa, 1998
- Hypsolebias W. J. E. M. Costa, 2006
- Kryptolebias W. J. E. M. Costa, 2004
- Laimosemion Huber, 1999
- Leptolebias G. S. Myers, 1952
- Llanolebias Hrbek & Taphorn, 2008
- Maratecoara W. J. E. M. Costa, 1995
- Melanorivulus W. J. E. M. Costa, 2006
- Micromoema W. J. E. M. Costa, 1998
- Millerichthys W. J. E. M. Costa, 1995
- Moema W. J. E. M. Costa, 1989
- Nematolebias W. J. E. M. Costa, 1998
- Neofundulus G. S. Myers, 1924
- Notholebias W. J. E. M. Costa, 2008
- Ophthalmolebias W. J. E. M. Costa, 2006
- Papiliolebias W. J. E. M. Costa, 1998
- Pituna W. J. E. M. Costa, 1989
- Plesiolebias W. J. E. M. Costa, 1989
- Prorivulus W. J. E. M. Costa, S. M. Q. Lima & Suzart, 2004
- Pterolebias Garman, 1895
- Rachovia G. S. Myers, 1927
- Renova Thomerson & Taphorn, 1995
- Rivulus Poey, 1860
- Simpsonichthys A. L. de Carvalho, 1959
- Stenolebias W. J. E. M. Costa, 1995
- Terranatos Taphorn & Thomerson, 1978
- Trigonectes G. S. Myers, 1925